# Saab 90
De Saab 90 is een automodel van het merk  Saab en de opvolger van de Saab 99 en het instapmodel van Saab. De Saab 90 heeft de voorkant van een Saab 99 en de achterkant van een Saab 900 sedan. Er zijn maar tien speciale edities gemaakt, de zogenaamde Lumikko-editie. De enige fabrieksoptie voor de Saab 90 was een schuifdak, de Saab 90 is niet geleverd met stuurbekrachtiging en/of automaat.

## Wijzigingen modeljaar 1986
In 1986 kwamen er o.a. zijknipperlichten aan de Saab 90. In 1986 werd de Saab 90 ook geleverd met EGR. In 1986 kreeg de Saab 90 andere schokdempers.

## Wijzigingen modeljaar 1987
In 1987 werd de Saab 90 geleverd met Pierburg carburateur in plaats van in 1985 en 1986 de Solex carburateur. Dit, in verband met een verbeterde koude start. Er zit nu ook stoelverwarming in de passagiersstoel voor.

## Leveringen Nederland
In totaal zijn er in Nederland 1154 Saab 90's geleverd en verkocht waarvan 446 in 1985, 451 in 1986 en 257 in 1987.